# نهائي دوري أبطال أوروبا 2018
نهائي دوري أبطال أوروبا 2018 هو المباراة النهائية لدوري أبطال أوروبا 2017–18، الموسم الثالث والستون من بطولة أوروبا الممتازة لأندية كرة القدم التي تنظم من قبل اليويفا، والموسم السادس والعشرون منذ أن أعيد تسميتها من كأس الأندية الأوروبية البطلة إلى دوري أبطال أوروبا. لُعب على ملعب إن إس كي أولمبيسكي في كييف، أوكرانيا في 26 مايو 2018 بين النادي الإسباني ريال مدريد الذي حافظ على لقبه الثالث على التوالي، والنادي الإنجليزي ليفربول.
الفائز سوف يحصل على حق اللعب ضد فائز الدوري الأوروبي 2017–18 في كأس السوبر الأوروبي 2018. كما أنه سوف يتأهل لدخول نصف نهائي كأس العالم للأندية لكرة القدم 2018 كممثل اليويفا.

## عن الفريقين

### ريال مدريد
| تاريخ ريال مدريد في نهائيات دوري أبطال أوروبا | تاريخ ريال مدريد في نهائيات دوري أبطال أوروبا | تاريخ ريال مدريد في نهائيات دوري أبطال أوروبا | تاريخ ريال مدريد في نهائيات دوري أبطال أوروبا | تاريخ ريال مدريد في نهائيات دوري أبطال أوروبا | تاريخ ريال مدريد في نهائيات دوري أبطال أوروبا |
| النسخة                                        | المركز                                        | الخصم                                         | النتيجة                                       | المكان                                        | الحضور                                        |
| كأس أوروبا (النظام القديم)                    | كأس أوروبا (النظام القديم)                    | كأس أوروبا (النظام القديم)                    | كأس أوروبا (النظام القديم)                    | كأس أوروبا (النظام القديم)                    | كأس أوروبا (النظام القديم)                    |
| --------------------------------------------- | --------------------------------------------- | --------------------------------------------- | --------------------------------------------- | --------------------------------------------- | --------------------------------------------- |
| 1956                                          | البطل                                         | ستاد ريمس                                     | 4–3                                           | بارك دي برينس، باريس                          | 38,239                                        |
| 1957                                          | البطل                                         | فيورنتينا                                     | 2–0                                           | سانتياغو بيرنابيو، مدريد                      | 124,000                                       |
| 1958                                          | البطل                                         | ميلان                                         | 3–2 (ب.و.إ)                                   | الملك بودوان، بوركسل                          | 67,000                                        |
| 1959                                          | البطل                                         | ستاد ريمس                                     | 2–0                                           | مرسيدس بنز أرينا، شتوتغارت                    | 72,000                                        |
| 1962                                          | الوصيف                                        | بنفيكا                                        | 3–5                                           | الملعب الأولمبي، أمستردام                     | 61,257                                        |
| 1964                                          | الوصيف                                        | إنتر ميلان                                    | 1–3                                           | إرنست هابل، فيينا                             | 71,333                                        |
| 1966                                          | البطل                                         | بارتيزان                                      | 2–1                                           | الملك بودوان، بوركسل                          | 46,745                                        |
| 1981                                          | الوصيف                                        | ليفربول                                       | 0–1                                           | بارك دي برينس، باريس                          | 48,360                                        |
| دوري أبطال أوروبا (النظام الحديث)             |                                               |                                               |                                               |                                               |                                               |
| 1998                                          | البطل                                         | يوفنتوس                                       | 1–0                                           | أمستردام أرينا، أمستردام                      | 48,500                                        |
| 2000                                          | البطل                                         | فالنسيا                                       | 3–0                                           | دي فرانس، سان دوني                            | 80,000                                        |
| 2002                                          | البطل                                         | باير ليفركوزن                                 | 2–1                                           | هامبدن بارك، غلاسغو                           | 52,000                                        |
| 2014                                          | البطل                                         | أتلتيكو مدريد                                 | 4–1                                           | دا لوز، لشبونة                                | 60,976                                        |
| 2016                                          | البطل                                         | أتلتيكو مدريد                                 | 1–1 (5–3 ر.ج.ت)                               | سان سيرو، ميلانو                              | 71,942                                        |
| 2017                                          | البطل                                         | يوفنتوس                                       | 4–1                                           | الألفية، كارديف                               | 65,842                                        |

### ليفربول
| تاريخ ليفربول في نهائيات دوري أبطال أوروبا | تاريخ ليفربول في نهائيات دوري أبطال أوروبا | تاريخ ليفربول في نهائيات دوري أبطال أوروبا | تاريخ ليفربول في نهائيات دوري أبطال أوروبا | تاريخ ليفربول في نهائيات دوري أبطال أوروبا | تاريخ ليفربول في نهائيات دوري أبطال أوروبا |
| النسخة                                     | المركز                                     | الخصم                                      | النتيجة                                    | المكان                                     | الحضور                                     |
| كأس أوروبا (النظام القديم)                 | كأس أوروبا (النظام القديم)                 | كأس أوروبا (النظام القديم)                 | كأس أوروبا (النظام القديم)                 | كأس أوروبا (النظام القديم)                 | كأس أوروبا (النظام القديم)                 |
| ------------------------------------------ | ------------------------------------------ | ------------------------------------------ | ------------------------------------------ | ------------------------------------------ | ------------------------------------------ |
| 1959                                       | البطل                                      | بوروسيا مونشنغلادباخ                       | 3–1                                        | مرسيدس بنز أرينا، شتوتغارت                 | 52,078                                     |
| 1962                                       | البطل                                      | كلوب بروج                                  | 1–0                                        | ويمبلي، لندن                               | 92,500                                     |
| 1981                                       | البطل                                      | ريال مدريد                                 | 1–0                                        | بارك دي برينس، باريس                       | 48,360                                     |
| 1984                                       | البطل                                      | روما                                       | 1–1 (4–2 ر.ج.ت)                            | الأولمبيكو، روما                           | 69,693                                     |
| 1985                                       | الوصيف                                     | يوفنتوس                                    | 0–1                                        | الملك بودوان، بوركسل                       | 58,000                                     |
| دوري أبطال أوروبا (النظام الحديث)          |                                            |                                            |                                            |                                            |                                            |
| 2005                                       | البطل                                      | ميلان                                      | 3–3 (3–2 ر.ج.ت)                            | أتاتورك، إسطنبول                           | 69,600                                     |
| 2007                                       | الوصيف                                     | ميلان                                      | 1–2                                        | الملعب الأولمبي، أثينا                     | 63,000                                     |

## المكان

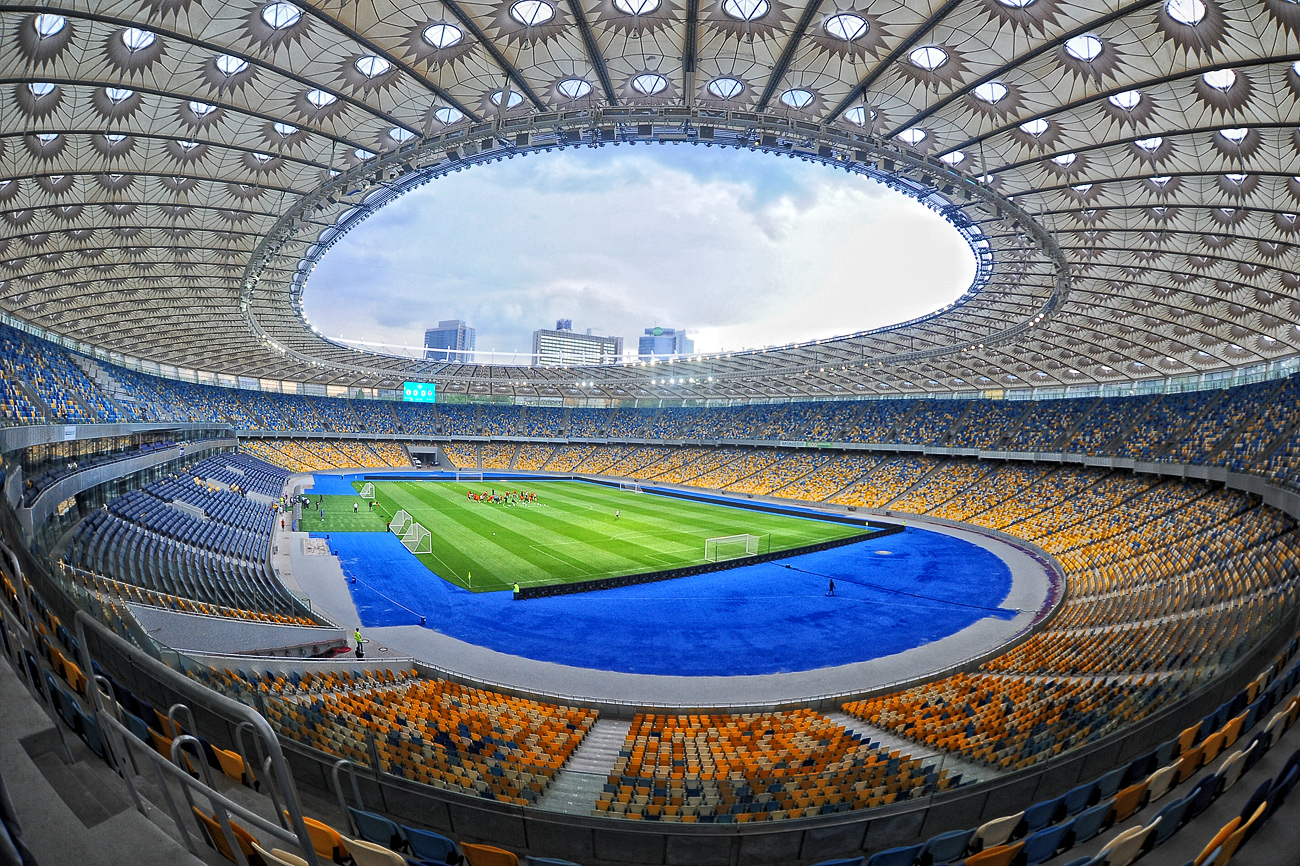
ملعب إن إس كي أولمبيسكي

تم الإعلان عن ملعب إن إس كي أولمبيسكي كمكان للنهائي في 15 سبتمبر 2016، عقب قرار اجتماع اللجنة التنفيذية للاتحاد الأوروبي لكرة القدم في أثينا، اليونان. ويعتبر هذا النهائي هو السادس الذي تستضيفه بلد من أوروبا الشرقية بعد نهائي 1973 في بلغراد، ونهائي 1983، 1984 و2007 التي استضفتهم أثينا، اليونان. وكذلك و2008 في موسكو، روسيا.
تم بناء الملعب في عام 1923 وتم تجديده ثلاث مرات، آخرها في عام 2011 تمهيدا بطولة أمم أوروبا 2012، واحتضن المباراة النهائية التي شهدت فوز إسبانيا على إيطاليا بنتيجة 4–0 في طريقها إلى لقبها الثالث. كما استُخدم الملعب كمكان في الألعاب الأولمبية الصيفية 1980. قدرته الاستعابية الحالية هي 70,050. ويعتبر الملعب الرسمي للمنتخب الأوكراني منذ 1994، ونادي دينامو كييف منذ 2011.

## خلفية
وصل ريال مدريد حامل اللقب النسخة الماضية إلى النهائي السادس عشر في تاريخه بعد فوزه 4-3 على بايرن ميونيخ الألماني في مجموع المُباراتين ليخرج النادي الألماني من المنافسة للموسم الثاني على التوالي على يد ريال مدريد. كانت هذه هي المباراة النهائية الثالثة على التوالي لفريق ريال مدريد، والمباراة النهائية الرابعة في خمس مواسم. فاز الريال في نهائيات أعوام 1956 و1957 و1958 و1959 و1960 و1966 و1998 و2000 و2002 و2014 و2016 و2017. وخسر في 1962 و1964 و1981. ويُعتبر أيضاً هذا النهائي العشرين في جميع المسابقات الموسمية الأوروبية، بعد أن لعب أيضاً في نهائيات كأس الكؤوس الأوروبية (خسر في 1971 و1983) ولعب اثنين من نهائيات كأس الاتحاد الأوروبي (فاز في عامي 1985 و1986). ريال مدريد يُعتبر الفريق الثالث منذ إعادة تسمية المسابقة كدوري أبطال أوروبا الذي يصل إلى ثلاث نهائيات متتالية بعد ميلان في عام 1995 ويوفنتوس في عام 1998. وهو أيضاً الفريق الأول في عصر دوري الأبطال، والرابع بشكل عام، الذي يفوز بثلاثة نهائيات متتالية وهو إنجاز حققه فريق ريال مدريد في خمسينيات القرن الماضي، حيث حقق فوزًا قياسيًا بخمس بطولات متتالية، بالإضافة إلى فرق أياكس وبايرن ميونخ في السبعينيات في 1973 و1976 على التوالي.
وصل ليفربول إلى النهائي الثامن في تاريخه، وهو الأول منذ نهائي عام 2007، بعد أن فاز بنتيجة 6-7 في مجموع المباراتين ضد روما الإيطالي. وفاز نادي ليفربول في المباراة النهائية في خمس مناسبات (1977 و1978 و1981 و1984 و2005) وخسروا مرتين (1985 و2007). كانت هذه أيضاً المباراة النهائية الثالثة عشرة في المسابقات الموسمية الأوروبية، بعد أن شارك في نهائي كأس الكؤوس (خسر في 1966) و4 نهائيات كأس الاتحاد الأوروبي / الدوري الأوروبي (فاز في 1973، 1976 و2001، وخسر في عام 2016). كان ليفربول هو الفريق الأول منذ بايرن ميونخ في موسم 2011-12 الذي يصل إلى النهائي بعد تأهله من الأدوار التمهيدية. كان هذا النهائي أيضا هو أول نهائي يُشارك فيه نادي إنجليزي مُنذ نهائي 2012 (تشيلسي). كان ليفربول آخر فريق يهزم ريال مدريد في نهائي كأس أوروبا، حيث فاز 1-0 في باريس عام 1981.
إلى جانب نهائي 1981، تواجه الفريقان أربعة مباريات في دوري أبطال أوروبا. فاز ليفربول بكلا المباراتين في دور الـ 16 من دوري أبطال أوروبا عام 2009، بينما فاز ريال مدريد في المباراتين في دور المجموعات في دوري أبطال أوروبا 2014-2015.

## الطريق إلى النهائي
| م | الفريق           | لعب | نقاط |
| - | ---------------- | --- | ---- |
| 1 | توتنهام هوتسبير  | 6   | 16   |
| 2 | ريال مدريد       | 6   | 13   |
| 3 | بوروسيا دورتموند | 6   | 2    |
| 4 | أبويل            | 6   | 2    |

| م | الفريق        | لعب | نقاط |
| - | ------------- | --- | ---- |
| 1 | ليفربول       | 6   | 12   |
| 2 | إشبيلية       | 6   | 9    |
| 3 | سبارتاك موسكو | 6   | 6    |
| 4 | ماريبور       | 6   | 3    |

## قبل المباراة

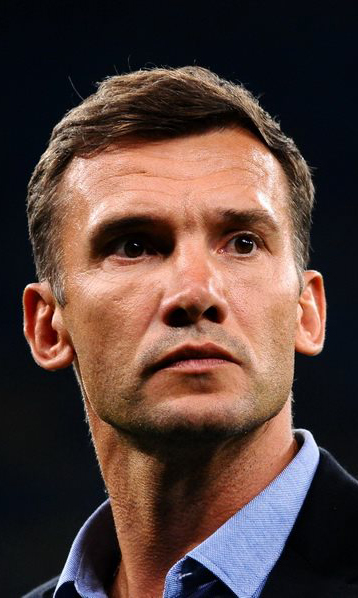
تم تعيين أندريه شيفتشينكو كسفير للنهائي.

### سفير النهائي
سفير هذا النهائي هو الأوكراني الدولي السابق أندريه شيفتشينكو الذي فاز بدوري أبطال أوروبا مع ميلان في 2003.

### التذاكر
مع ملعب سعته 63,000 للنهائي، تتوفر 40,700 تذكرة للمشجعين وعامة الجمهور، مع حصول الفريقين النهائيين على 17,000 تذكرة لكل منهما، وتوفير 6,700 تذكرة للبيع للمشجعين في جميع أنحاء العالم عبر موقع اليويفا من 15 إلى 22 مارس 2018 في أربع فئات سعرية: 450 يورو، 320 يورو، 160 يورو، و70 يورو. وتخصص البطاقات المتبقية للجنة التنظيمية المحلية، والاتحاد الأوروبي لكرة القدم والاتحادات الوطنية، والشركاء التجاريين، والمذيعين، ولخدمة برنامج الضيافة للشركات.

### حفل الافتتاح
أدت المغنية الإنجليزية دوا ليبا حفل الافتتاح الذي سبق النهائي. وانضم المغني الجامايكي شون بول إلى دوا ليبا في حفل الافتتاح لأداء أغنية «لا كذبة» (بالإنجليزية: No Lie)‏ (وهي أغنية مُشتركة بين دوا ليبا وشون بول).

### أحداث ذات صلة
لُعب نهائي دوري أبطال أوروبا للسيدات 2018 قبل يومين، في 24 مايو 2018، في ملعب دينامو لوبانوفسكي بين فولفسبورغ وليون، وفازت ليون 4–1 محققة اللقب. وهذه هي المرة الأخيرة التي يتم فيها تعيين المدينة المضيفة لنهائي دوري أبطال أوروبا تلقائيا في نهائي دوري أبطال سيدات.
أقيم مهرجان دوري الأبطال السنوي في الفترة ما بين 24 و27 مايو 2018 في مركز مدينة كييف.

### الحوادث
في أواخر مايو، ذكرت صحيفة نيويورك تايمز أن بعض المشجعين الذي حجزوا تذاكر المباراة قد أعادوا التذاكر بعد أن عجزوا في العثور على رحلات جوية وحجوزات سكن للإقامة في كييف. حيث بدأ السكان المحليون في كييف بتقديم إقامة مجانية للمشجعين المتأثرين بترتيبات الفنادق والشقق الملغاة. تم إلغاء العديد من رحلات الطيران التي تم ترتيبها لعشاق ليفربول، مما ترك المشجعين الذين تقطعت بهم السبل إلى البحث غير الناجح عن حلول بديلة من قبل النادي وحكومة المدينة. عرضت شركات الطيران الأخرى رحلات إلى كييف من المطارات في ليفربول ومانشستر، باستخدام بوابات مخصصة في مطارات كييف.
في 24 مايو، تعرضت مجموعة من مشجعي ليفربول لهجوم في مطعم من قبل 20 شخص من مثيري الشغب الملثمين.

## المباراة

### الحكام الرسميون
في 7 مايو 2018، أعلن الاتحاد الأوروبي لكرة القدم أن الصربي ميلوراد ماجيتش سيخوض المباراة النهائية. كان ماجيتشحكماً للفيفا منذ عام 2009، وحصل على لقب حكم النخبة في الاتحاد الأوروبي في عام 2013. وسوف ينضم إليه مواطنو، ميلوفان ريستيتش وداليبور دورديفيتش كحكام مساعدين، نيناد دوكيتش ودانيلو غروجيتش كحكمين مساعدين إضافيين، ونيمانخا بيتروفيتش كحكم مساعد احتياطي. والمسؤول الرابع في النهائي هو الفرنسي كليمان توربان.

### الملخص

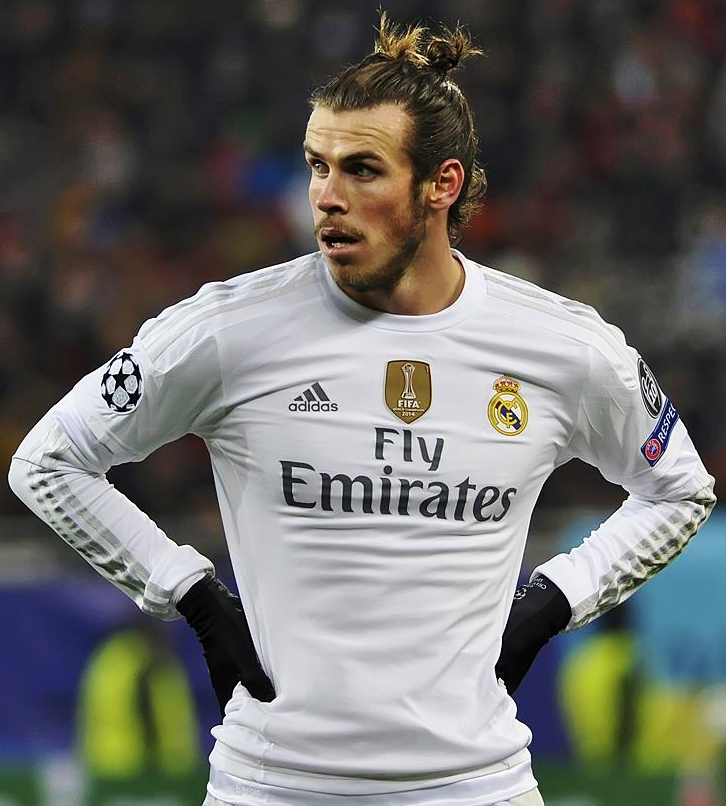
غاريث بيل دخل كبديل في الدقيقة 61 وسجل هدفين لريال مدريد.

بدأت المباراة بضغطٍ عالي واستحواذ من قِبل ليفربول بعد سلسلةٍ من الهجمات المُتتالية ولكن وقف الدفاع المدريدي سداً منيعاً ضد هجمات النادي الإنجليزي، مع محاولةٍ خجولة من مارسيلو في الدقيقة العاشرة. ومحاولة أخرى خطيرة من كريستيانو رونالدو في الدقيقة 15 بعد أن انطلق في الرواق الأيمن وسدد الكرة بقوة جاءت أعلى القائم خارج المرمى. في الدقيقة 23، جاءت الكرة إلى فيرمينو من أقصى اليسار وسددها على المرمى لتصطد بالدفاع وتعود إلى الجناح ألكسندر أرنولد ليُسددها بقوة وتمر من بين أقدام المدافع لكن وجدت طريقها في النهاية بين أحضان الحارس كايلور نافاس. بعد ذلك بدقيقتين، أصيب لاعب ليفربول محمد صلاح بعد أن تنافس على الكرة مع سيرجيو راموس الذي أقبض على ذراع صلاح ليسقط الأخير أرضاً، وبسبب خلع الكتف الذي أصاب صلاح تم استبداله بآدم لالانا بعد أربعة دقائق من لحظة سقوطه. وفي الدقيقة 37 تعرض داني كارفاخال للإصابة في أوتار الركبة وتم استبداله بناتشو. وبعد دقائق، سجل كريم بنزيما هدفاً بعد أن ارتدت الكرة من الحارس الذي تصدى لرأسية رونالدو لكن الهدف ألغي بداعي التسلل.
بدأ الشوط الثاني باستحواذ مدريدي، حيث بدأت أولى الهجمات من إيسكو الذي سدد الكرة وارتطمت بالعارضة. وفي الدقيقة 51 سجل كريم بنزيما أول أهداف المُباراة بعد خطأ من الحارس لوريس كاريوس الذي مرر الكرة بيديه إلى المدافع لكن قدم كريم كانت الأسبق إليها لتجد الكرة طريقها إلى المرمى. بعد أربعة دقائق، تعادل ليفربول عن طريق ساديو ماني الذي أكمل رأسية زميله ديان لوفرين ويرسل الكرة للشباك. في الدقيقة 61، تم استبدال إيسكو بغاريث بيل، الذي سجل الأخير الهدف الثاني لمدريد بعد دقيقتين من استبداله بهدف يُعتبر واحد من أجمل أهداف المُباريات النهائية في دوري أبطال أوروبا حيث جاء الهدف بمقصية أكملها بعد تمريرة عرضية من مارسيلو. حاول لاعبو ليفربول إدراك التعادل وجاءت الفرصة الأولى من ساديو ماني الذي ضربت كُرته العارضة. وجاءت هجمة أخرى لكريستيانو رونالدو لكن المدافع تدخل باللحظة الأخيرة. في الدقيقة 83 سدد غاريث بيل تسديدة قوية على بُعد 37 متر تعامل معها لوريس كاريوس بطريقة خاطئة وسكنت الشباك، لتُصبح النتيجة 3-1 لمدريد. وفي الدقيقة الثالثة والتسعين، جاءت فرصة لرونالدو مرة أخرى لكن أحد المشجعين اقتحم الملعب مما أفسد الهجمة، وتم إيقافه من قِبل حراس الملعب.

### تفاصيل المباراة
تم تحديد فريق «المضيف» (للأغراض الإدارية) عن طريق سحب إضافي بعد قرعة نصف النهائي، الذي عقد في 13 أبريل 2018، 13:00 ت ع م+2، في مقر الاتحاد الأوروبي لكرة القدم في نيون، سويسرا.
| ريال مدريد                  | 3–1   | ليفربول    |
| --------------------------- | ----- | ---------- |
| - بنزيما 51' - بيل 64'، 83' | تقرير | - ماني 55' |

| ريال مدريد | ليفربول |

| GK              | 1  | كيلور نافاس       |  |     |
| RB              | 2  | داني كارفاخال     |  | 37' |
| CB              | 5  | رافاييل فاران     |  |     |
| CB              | 4  | سيرخيو راموس      |  |     |
| LB              | 12 | مارسيلو           |  |     |
| CM              | 10 | لوكا مودريتش      |  |     |
| CM              | 14 | كاسيميرو          |  |     |
| CM              | 8  | توني كروس         |  |     |
| AM              | 22 | إيسكو             |  | 61' |
| CF              | 9  | كريم بنزيما       |  | 89' |
| CF              | 7  | كريستيانو رونالدو |  |     |
| البدلاء:        |    |                   |  |     |
| GK              | 13 | كيكو كاسيا        |  |     |
| DF              | 6  | ناتشو             |  | 37' |
| DF              | 15 | تيو هرنانديز      |  |     |
| MF              | 20 | ماركو أسينسيو     |  | 89' |
| MF              | 23 | ماتيو كوفاتشيتش   |  |     |
| FW              | 11 | غاريث بيل         |  | 61' |
| FW              | 17 | لوكاس فاسكيز      |  |     |
| المدرب:         |    |                   |  |     |
| زين الدين زيدان |    |                   |  |     |

| GK         | 1  | لوريس كاريوس         |     |     |
| RB         | 66 | ترنت ألكساندر-أرنولد |     |     |
| CB         | 6  | ديان لوفرين          |     |     |
| CB         | 4  | فيرجيل فان دايك      |     |     |
| LB         | 26 | أندرو روبرتسون       |     |     |
| CM         | 7  | جيمس ميلنر           |     | 83' |
| CM         | 14 | جوردان هندرسون       |     |     |
| CM         | 5  | جورجينيو فينالدوم    |     |     |
| RF         | 11 | محمد صلاح            |     | 31' |
| CF         | 9  | روبرتو فيرمينو       |     |     |
| LF         | 19 | ساديو ماني           | 82' |     |
| البدلاء:   |    |                      |     |     |
| GK         | 22 | سيمون مينيوليه       |     |     |
| DF         | 2  | ناثانييل كلاين       |     |     |
| DF         | 17 | راجنار كلافان        |     |     |
| DF         | 18 | ألبرتو مورينو        |     |     |
| MF         | 20 | آدم لالانا           |     | 31' |
| MF         | 23 | إمري تشان            |     | 83' |
| FW         | 29 | دومينيك سولانكي      |     |     |
| المدرب:    |    |                      |     |     |
| يورغن كلوب |    |                      |     |     |

| رجل المباراة: غاريث بيل (ريال مدريد) الحكم المساعد: ميلوفان ريستيتش (صربيا) داليبور دورديفيتش (صربيا) الحكم الرابع: كليمان توربان (فرنسا) الحكام المساعدون الإضافيون: نيناد دوكيتش (صربيا) دانيلو غروجيتش (صربيا) الحكم المساعد الاحتياطي: نيمانخا بيتروفيتش (صربيا) | قواعد المباراة - 90 دقيقة. - 30 دقيقة وقت إضافي إذا لزم الأمر. - ركلات جزاء ترجيحية إذا استمرت نتيجة متعادلة. - سبعة بدلاء تمت تسميتهم، يمكن استخدام ما يصل إلى ثلاثة منهم. |

### إحصائيات
| الإحصائيات           | ريال مدريد | ليفربول |
| -------------------- | ---------- | ------- |
| الأهداف              | 0          | 0       |
| إجمالي التسديدات     | 5          | 9       |
| التسديدات على المرمى | 0          | 1       |
| التصديات             | 1          | 0       |
| الاستحواذ            | 65%        | 35%     |
| ركلات زاوية          | 2          | 2       |
| الأخطاء المرتكبة     | 2          | 10      |
| تسلل                 | 4          | 1       |
| بطاقات صفراء         | 0          | 0       |
| بطاقات حمراء         | 0          | 0       |

| الإحصائيات           | ريال مدريد | ليفربول |
| -------------------- | ---------- | ------- |
| الأهداف              | 3          | 1       |
| إجمالي التسديدات     | 7          | 3       |
| التسديدات على المرمى | 5          | 1       |
| التصديات             | 0          | 2       |
| الاستحواذ            | 58%        | 42%     |
| ركلات زاوية          | 7          | 3       |
| الأخطاء المرتكبة     | 3          | 8       |
| تسلل                 | 3          | 2       |
| بطاقات صفراء         | 0          | 1       |
| بطاقات حمراء         | 0          | 0       |

| الإحصائيات           | ريال مدريد | ليفربول |
| -------------------- | ---------- | ------- |
| الأهداف              | 3          | 1       |
| إجمالي التسديدات     | 12         | 12      |
| التسديدات على المرمى | 5          | 2       |
| التصديات             | 1          | 2       |
| الاستحواذ            | 62%        | 38%     |
| ركلات زاوية          | 9          | 5       |
| الأخطاء المرتكبة     | 5          | 18      |
| تسلل                 | 7          | 3       |
| بطاقات صفراء         | 0          | 1       |
| بطاقات حمراء         | 0          | 0       |

## بعد المباراة

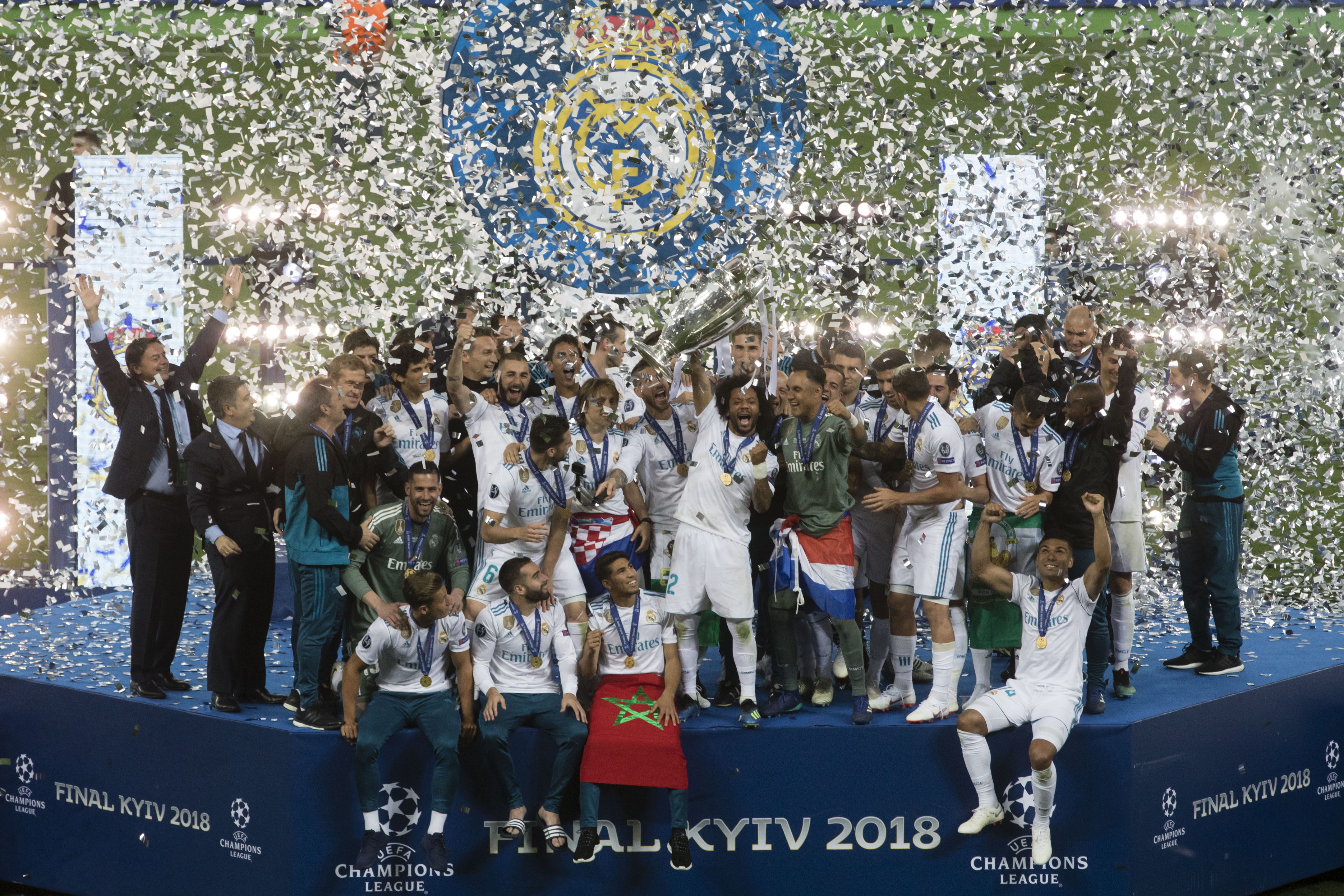
إحتفالية ريال مدريد باللقب.

أصبح ريال مدريد أول نادي يُحقق ثلاثية دوري أبطال مُتتالية بعد بايرن ميونخ 1974 - 1976، وأول فريق يُحقق هذا الإنجاز في النسخة الحديثة، ويُعتبر هذا اللقب هو اللقب الرابع في آخر خمسة سنوات بذلك الموسم، والبطولة الثالثة العشر في تاريخه مُحطماً بذلك رقماً قياسياً آخر. ويُعتبر أيضاً هذا اللقب هو خامس لقب على التوالي لنادي إسباني حيث حققها ريال مدريد 4 مرات أعوام 2014، 2016، 2017، 2018، وبرشلونة عام 2015. لتًصبح بذلك أطول سلسلة لأندية تفوز من نفس البلد بعد سلسلة الأندية الإنجليزية التي فازت بستة ألقاب مُتتالية بين أعوام 1977 - 1982.
أصبح المدير الفني لريال مدريد الفرنسي زين الدين زيدان أول مُدرب في تاريخ دوري الأبطال بنُسختيها القديمة والحديثة يفوز باللقب ثلاث مرات مُتتالية، وثالث مُدرب يحرز اللقب ثلاث مرات بعد بوب بيزلي (أعوام 1977، 1978، 1981) وكارلو أنشيلوتي (أعوام 2003، 2007، 2014). بعد خمسة أيام من النهائي، أعلن زين الدين زيدان استقالته من تدريب الفريق. أصبح اللاعب البرتغالي كريستيانو رونالدو أول لاعب يُحقق لقب دوري أبطال أوروبا بُنسختها الحديثة خمسة مرات، متفوقاً على كلارنس سيدورف وأندريس إنييستا وليونيل ميسي وتشافي هيرنانديز وجيرارد بيكيه الذين حققوا اللقب أربعة مرات.
أصبح غاريث بيل أول لاعب بديل يُحرز هدفين في تاريخ نهائيات دوري أبطال أوروبا، وأول لاعب بديل يحصل على رجل المباراة. وقد حُظي هدفه الأول بإشادة واسعة واعتبره الكثير كواحد من أفضل وأجمل الأهداف في تاريخ نهائيات دوري الأبطال. تمت مقارنة هدفه مع هدف كريستيانو رونالدو الذي سجله في نفس الموسم في ذهاب ربع النهائي أمام نادي يوفنتوس بنفس الطريقة عن طريق مقصية هوائية. كما تمت مقارنته بهدف مدرب الريال في هذه المباراة زين الدين زيدان في نهائي دوري أبطال أوروبا 2002. تلقى سيرجيو راموس بعد حادثة اشتراكه مع محمد صلاح ردود فعل متباينة من الصحافة والمُشجعين ما إذا كان مُتعمداً أم لا. كما صبَّ الشارع المصري غضبه على المدافع الإسباني وأصبح مكروهاً في مصر. عرض موقع Change.org عريضة تحمل توقيع 400 ألف شخص تدعو من خلالها الاتحاد الأوروبي إلى معاقبة سيرجيو راموس.
خسر مدرب ليفربول يورغن كلوب سادس نهائي له في تاريخه من أصل سبعة نهائيات والنهائي الثاني له في دوري أبطال أوروبا بعد نهائي 2013. بعد صافرة المباراة بكى حارس ليفربول لوريس كاريوس أمام جماهير نادي ليفربول مُعتذراً لهم عن أخطائه في المباراة. وبعد المباراة تلقى لوريس تهديدات بالقتل ورسائل تحمل الكراهية له ولعائلته.

## روابط خارجية
- دوري أبطال أوروبا (الموقع الرسمي)